# Ihle (Lesum)
Die Ihle ist ein rechter Nebenfluss der Lesum im Bereich der Gemeinde Ritterhude (Landkreis Osterholz, Niedersachsen) und des Bremer Stadtteils Burglesum (Stadtbezirk Bremen-Nord).
Der etwa 4 km lange Bach hat seine Quelle im Naturschutzgebiet Obere Ihleniederung. Er durchquert dieses Naturschutzgebiet in Ost-West-Richtung, fließt in südwestlicher Richtung durch Ihlpohl und unterquert die A 27 und die A 270. Auf Bremer Gebiet fließt die Ihle zunächst durch den Ortsteil Burgdamm in einem engen Tal, dessen Basis etwa 10 m unter der Höhe der flankierenden Flächen liegt, dann im Grenzgebiet zum Ortsteil Lesum und schließlich durch den Ortsteil Lesum bis zur Mündung in die Lesum. Der Geestbach fließt auf mehreren Teilstrecken in unterirdischen Rohren und hat weitere naturfern ausgebaute Abschnitte. Oberlauf und Unterlauf sind  in Bremen in die Gewässergüteklasse II-III eingeordnet, der Mittellauf in II.
Der Graben im Moor ist ein kleiner rechter Nebenfluss der Ihle aus dem Ruschdahlmoor, einem 4,8 ha großen Naturschutzgebiet in Lesum, das im Nordosten an Ihlpohl grenzt.